# Madawaska (Maine)
Madawaska is een plaats (town) in de Amerikaanse staat Maine, en valt bestuurlijk gezien onder Aroostook County.

## Demografie
Bij de volkstelling in 2000 werd het aantal inwoners vastgesteld op 4534. Meer dan 84% van de bevolking heeft het Frans als moedertaal, waarmee het nummer 1 in de Verenigde Staten is.

## Plaatsen in de nabije omgeving
De onderstaande figuur toont nabijgelegen plaatsen in een straal van 64 km rond Madawaska.